# Martin Wisch
Julius Oskar Martin Wisch (* 10. Februar 1896 in Wittenberg; † 15. August 1972 in Hannover) war ein hoher Funktionär der Motor-SA  und des  Nationalsozialistischen Kraftfahrkorps (NSKK) zur Zeit des Nationalsozialismus. Im  Amt für deutsche Roh- und Werkstoffe und in der  Reichsstelle für Wirtschaftsausbau beteiligte er sich an der Durchsetzung des nationalsozialistischen Vierjahresplans gegenüber der deutschen Industrie.

## Leben und Wirken

### Mitglied der bürgerlichen Mittelschicht
Martin Wisch lebte bis 1932 als Kaufmann in seiner Geburtsstadt Wittenberg. Mit Marta Weilert ging er am 23. Mai 1924 die Ehe ein. 1932 zog er nach Dortmund, wo er sich als Generalvertreter betätigte. Die Ehe blieb kinderlos und hatte offenbar keinen Bestand. In der Parteistatistischen Erhebung der  NSDAP vom Jahre 1939 wird er als „getrennt lebend“ und „kinderlos“ bezeichnet.

### Ab 1930 NSDAP-Mitglied, Karriere im Nationalsozialistisches Kraftfahrkorps (NSKK)
Am 1. Oktober 1930 trat Wisch der NSDAP bei, von der er die Mitgliedsnummer 322.070 erhielt. Zugleich engagierte er sich im  Nationalsozialistischen Kraftfahrkorps (NSKK). Ein von einem Münchner Auktionshaus 2012 öffentlich angebotenes Fotoalbum, das Martin Wisch einst gehört hatte, gibt Aufschluss über seine Beförderungen zum
- Standartenführer beim NSKK bzw. der Motor-SA am 1. Januar 1932,
- zum „Oberführer, Landesführer des NSKK v. Westfalen, Gruppenstaffelführer der Motor-SA“ am 1. Dezember 1932
- und zum NSKK-Brigadeführer am 10. November 1933.

Andere Fotografien des Albums zeigen Martin Wisch in der Motorsportschule Westfalen zu Haßlinghausen (jetzt Ortsteil von Sprockhövel) und im Januar 1935 beim Kreistag in Schwelm.

### Berufliche Tätigkeit in der Vierjahresplan-Organisation
1935 verzog Wisch nach Berlin, wo er nach Verkündung des Vierjahresplans eine Stelle in Hermann Görings Vierjahresplan-Organisation fand. Ab Herbst 1936 war er als Mitarbeiter von Paul Pleiger im neugegründeten  Amt für deutsche Roh- und Werkstoffe tätig. Nach Auflösung dieses Amts leitete er des Hauptdezernat A 20 (Siedlung, Wohnlager, Arbeitseinsatz) der  Reichsstelle für Wirtschaftsausbau. Die Reichsstelle war Anfang 1938 aus den Resten des aufgelösten Rohstoffamts gebildet worden und unterstand der Leitung von Albrecht Czimatis. Wischs Aufgabe war es, den Arbeiterwohnungsbau im Rahmen des Vierjahresplans, an dem zahllose Beteiligte mitwirkten, zu koordinieren und zu überwachen. Seine Erfolge hielten sich in Grenzen. Bereits Mitte 1937 entzog Hermann Göring der  Deutschen Arbeitsfront wegen gravierender Zeitverzögerungen und des anhaltenden Organisationschaos die zentrale Zuständigkeit für die Ausführung des Arbeiterwohnungsbaus im Rahmen des Vierjahresplans.

### Nachkriegszeit
Gegen Kriegsende hielt sich Wisch in Bayern auf. Im August 1945 zog er von München nach Hannover. Akten über seine mögliche Internierung und Entnazifizierung ließen sich weder beim Bundesarchiv in Koblenz noch im  Niedersächsischen Staatsarchiv ermitteln. Nach Auskunft des letzteren befinden sich die Akten der britischen Besatzungsbehörden in den  National Archives in London.